# Eriolus penicillus
Eriolus penicillus är en insektsart som beskrevs av Naskrecki 2000. Eriolus penicillus ingår i släktet Eriolus och familjen vårtbitare. Inga underarter finns listade i Catalogue of Life.